# Vergine giurata (romanzo)
Vergine giurata è un romanzo scritto dalla scrittrice albanese Elvira Dones dal quale è stata tratta una pellicola cinematografica diretta da Laura Bispuri nel 2015.
Il tema che l’autrice affronta nel romanzo è rimasto latente per molti anni in quanto, pur essendo albanese, Elvira Dones non aveva mai approfondito gli aspetti umani e culturali che poi l’hanno portata a rendere reale il personaggio di Hana, la protagonista.
"Era qualcosa che mi affascinava da moltissimo tempo. Quando ero ancora adolescente, alcuni vicini di casa mi mostrarono un album di foto di famiglia. E in queste foto notai un uomo estremamente bello e strano. Esclamai: che bell'uomo, è vostro zio? I miei vicini sorrisero, e mi risposero: sì è nostro zio, ma è anche nostra zia. Così scoprii queste donne che diventano uomini".
Dalla lettura del romanzo è chiaro che l’autrice voglia trasportare nel romanzo la realtà quotidiana e intima delle burrneshë, un aspetto che mira a constatare quanto la realtà delle vergini giurate sia composta da privazioni e solitudine.

## Storia editoriale
Edito nel 2007 in Italia, nello stesso anno è uscito nelle librerie albanesi con il titolo Hana. Nel 2014 il romanzo viene tradotto in inglese con il titolo Sworn virgin.

## Trama
Vergine giurata è la storia di una tradizione femminile albanese fortemente geolocalizzata nelle montagne del Nord del Paese delle aquile. Nel 1986, Hana, dopo aver trascorso molti anni nella kulla degli zii che hanno preso con loro la ragazza rimasta orfana, si trasferisce a Tirana per motivi di studio ma viene richiamata dai parenti a causa della malattia dello zio a cui rimane poco tempo. Da quel momento Hana sarà divisa tra Tirana, sede dell’università in cui studia Lettere, e l’abitazione sulle montagne: divisa tra il suo amore per lo studio, per la poesia e per la narrativa e la devozione sincera nei confronti del capofamiglia e della donna che l’ha amata come se fosse sangue del suo sangue. Ad abbandonare per prima la nipote sarà, però zia Katrina, che a seguito di un attacco cardiaco verrà tumulata in assenza della nipote; da quel momento Gjergj, lo zio, e Hana si troveranno da soli a dover riflettere sul futuro della kulla e della ragazza.
Lo zio, se prima spinge la ragazza a non abbandonare l’università, nel momento in cui sente avvicinarsi la fine tenta di combinare un matrimonio con un uomo del villaggio vicino, al quale la giovane si oppone. La decisione di diventare una vergine giurata ha, quindi, lo scopo di opporsi ad un matrimonio combinato, ma sembra che il momento realmente decisivo sia quello successivo ad una tentata violenza carnale. Questa scelta irreversibile è rivelata dall’abbigliamento maschile indossato dalla diciannovenne: diventando per tutti un uomo (socialmente e non anatomicamente), Hana, non diventerà una moglie sottomessa e mai nessuno tenterà di farle violenza: è il 6 novembre del 1986 e quel giorno Hana diventa per tutti Mark Doda.
La condizione durerà per quattordici lunghi anni, un’esistenza annichilita all’interno della quale i sentimenti non hanno spazio. In questi anni di solitudine Hana scrive poesie, scrive un diario: prende nota di ciò che non può trasparire dalla corazza composta dagli abiti maschili.
Nel corso di questo tempo matura la decisione di migrare e di raggiungere sua cugina Lila che vive negli USA. Qui inizierà un percorso di riappropriazione della propria femminilità, della dimensione sensibile; a questo contribuirà il giornalista Patrik O’Connor che rappresenta una figura maschile molto importante nella seconda parte del romanzo.
Secondo Dones la ribellione di Hana al codice irreversibile delle vergini giurate, ha un fine catartico che mira alla liberazione del corpo e della mente dalla situazione conflittuale in cui si trovata.

## Ambientazione
Il romanzo è ambientato sulle Alpi albanesi nella prima parte, mentre nella seconda si sposta negli USA.

## Edizioni
All'edizione italiana sono seguite due successive edizioni, la prima nel 2009 e la seconda nel 2016.

## Riconoscimenti
Nel 2008 il romanzo ha vinto il premio Fondazione Carical Grinzane Cavour per la Cultura Euromediterranea.